# Distrito electoral de Valley Grange (condado de Red Willow, Nebraska)
Valley Grange (en inglés: Valley Grange Precinct) es un distrito electoral ubicado en el condado de Red Willow en el estado estadounidense de Nebraska. En el Censo de 2010 tenía una población de 250 habitantes y una densidad poblacional de 2,63 personas por km².

## Geografía
Valley Grange se encuentra ubicado en las coordenadas 40°8′2″N 100°35′20″O / 40.13389, -100.58889. Según la Oficina del Censo de los Estados Unidos, Valley Grange tiene una superficie total de 94.95 km², de la cual 94.93 km² corresponden a tierra firme y (0.02%) 0.02 km² es agua.

## Demografía
Según el censo de 2010, había 250 personas residiendo en Valley Grange. La densidad de población era de 2,63 hab./km². De los 250 habitantes, Valley Grange estaba compuesto por el 99.6% blancos, el 0% eran afroamericanos, el 0% eran amerindios, el 0% eran asiáticos, el 0% eran isleños del Pacífico, el 0% eran de otras razas y el 0.4% pertenecían a dos o más razas. Del total de la población el 2% eran hispanos o latinos de cualquier raza.